# 일반몸들신경섬유
일반몸들신경섬유(general somatic afferent fibers, GSA)는 감각 신경절의 뉴런에서 발생하며 대개 C1을 제외한 모든 척수신경에서 발견된다. 이 섬유 성분은 몸의 표면에서 통증, 촉각 및 온도 자극을 척수신경 뒤뿌리를 통해 척수로 전달한다. 근육 감각, 힘줄 감각 및 관절 감각의 자극은 더 깊은 구조에서 전달된다.

## 같이 보기
- 일반내장들신경섬유(GVA)
- 특수몸들신경섬유(SSA)
- 특수내장들신경섬유(SVA)
- 털세포 (hair cell)

## 참고 문헌
이 문서는 현재 퍼블릭 도메인에 속하는 그레이 해부학 제20판(1918) page 849의 내용을 기초로 작성된 글이 포함되어 있습니다.